# Newtown (Ohio)
Newtown – wieś w Stanach Zjednoczonych, w stanie Ohio, w hrabstwie Hamilton.